# Philadelphia (Tennessee)
Philadelphia is een plaats (city) in de Amerikaanse staat Tennessee, en valt bestuurlijk gezien onder Loudon County.

## Demografie
Bij de volkstelling in 2000 werd het aantal inwoners vastgesteld op 533.
In 2006 is het aantal inwoners door het United States Census Bureau geschat op 586, een stijging van 53 (9,9%).

## Geografie
Volgens het United States Census Bureau beslaat de plaats een oppervlakte van
4,1 km², geheel bestaande uit land. Philadelphia ligt op ongeveer 242 m boven zeeniveau.

## Plaatsen in de nabije omgeving
De onderstaande figuur toont nabijgelegen plaatsen in een straal van 20 km rond Philadelphia.